# Assur-nerari V
Sauf précision contraire, les dates de cet article sont sous-entendues « avant l'ère commune » (AEC), c'est-à-dire « avant Jésus-Christ ».

Assur-Nirâri V ou Assur-Nerari ou Ashur-Nirari fut roi d'Assyrie de 755 à 745 av. J.-C. Il succéda à son frère Assur-dan III.
Il hérite de la situation difficile de son prédécesseur. Selon le canon éponyme, Assur-Nirâri V est obligé de rester quatre ans de suite "dans la terre". Il était d'usage pour un souverain Assyrien que chaque année il effectue une campagne. Cette indication pourrait signifier que la royauté avait été sérieusement affaiblie.
Cependant, fin de l'an IV et début de l'an V de son règne il aurait fait une expédition dans le pays Namri (Situé à l'Est de la province de Diyala, au Nord-est de Bagdad) et contre Arpad en Syrie qui aboutit à un traité d’alliance. En 746 une révolte éclate à nouveau dans l'Empire et l'année suivante Téglath-Phalasar III est porté sur le trône.